# 怦然心动的人生整理魔法
《怦然心动的人生整理魔法》（英語：Tidying Up with Marie Kondo）是美国串流媒體提供商于2019年1月1日首播的一档真人實境秀节目。节目由日本“整理咨询顾问” 近藤麻理惠主创。她在每集节目中拜访一个家庭，帮助他们整理自己的房间。饭田真理惠在节目中担任近藤的翻译。

## 背景和开发
近藤麻理惠是日本整理专家、作家，提出了“近藤麻理惠法”的整理方法。她认为整理房间时应当将物品分为五类：衣物、书籍、纸张文件、杂物和情感纪念品；在整理时拿起每件物品，如果能使自己“怦然心动”则留下，如果不能则要感谢物品的贡献然后与其告别。近藤的首部著作《怦然心动的人生整理魔法》于2011年出版，之后一度改编成同名电视剧在日本电视台播出，由仲间由纪惠主演。这部作品之后于2014年翻译成英文在美国出版，最初宣传甚少，但被《纽约时报》记者发现并介绍后很快成为畅销作品。近藤也在2015年入選《時代》週刊「世界最具影響力的 100 人」。
于2018年2月与近藤签约，开始开发这档节目，计划制作8集。节目计划邀请近藤指导他人整理房间，在家庭生活中实现“怦然心动”的目标。节目在南加州拍摄，于2019年1月1日正式上线。近藤和翻译饭田两人每集拜访一个家庭，指导他们用“怦然心动”的法则整理房间。

## 各集列表

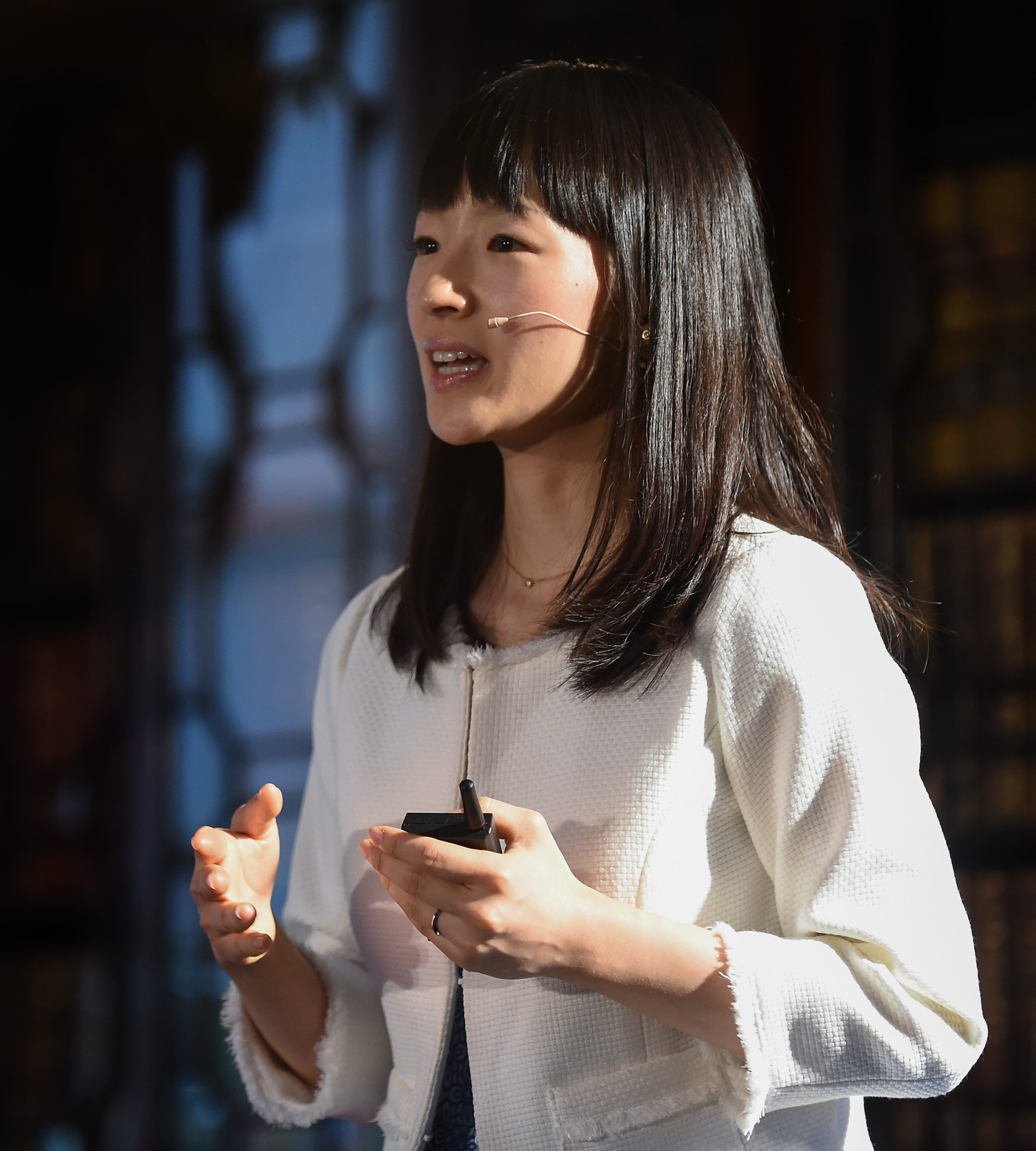
近藤麻理惠在2015年爱尔兰都柏林网络峰会上演讲

| 集數 | 標題                   | 首播日期     |
| --- | ---------------------- | ------------ |
| 1 | 与幼儿一起整理         | 2019年1月1日 |
| 這對育有兩個幼兒的苦惱夫妻，在學會如何減少玩具室的凌亂、打點廚房和整理衣服之後，終於能平靜度日了。           |                        |              |
| 2 | 空巢夫妻               | 2019年1月1日 |
| 麻理惠教導一對退休的夫妻淘汰衣服，存放聖誕裝飾，擺放過去的家庭照片，好恢復他們原有的空間。                   |                        |              |
| 3 | 缩小规模               | 2019年1月1日 |
| 麻理惠向住在狹窄公寓的一家人，示範如何打造出臨時的存放方式，並善用難以迄及的櫥櫃空間。                       |                        |              |
| 4 | 失去后的怦然心动       | 2019年1月1日 |
| 一位悲傷的寡婦學習如何恰當收藏她的包包、整理存放美好回憶的盒子，並對她不再需要的東西說再見後，就此重新出發。 |                        |              |
| 5 | 从学生变身为居家整理人 | 2019年1月1日 |
| 一堆男同志為了即將來訪的父母聯手縮減他們的藏書、梳理觸動情感的物品，並妥善收拾各種電線和電子產品。           |                        |              |
| 6 | 自堆积如山的杂物中解脱 | 2019年1月1日 |
| 麻理惠教導一對有兩個孩子和超多東西的夫妻該如何摺圍巾、丟掉舊玩具，以及整頓車庫。                             |                        |              |
| 7 | 为婴儿腾出空间         | 2019年1月1日 |
| 一對即將喜迎第一胎的伴侶獲得各種秘訣，包括整理鞋子、摺襪子，和解決如山高的紙張。                             |                        |              |
| 8 | 当两个杂乱合而为一     | 2019年1月1日 |
| 一對剛搬家的女同志伴侶著手整理所有寵物用品，接著學習利用盒子，讓抽屜和櫥櫃保持整理的魔法。                   |                        |              |

## 评价反响
节目上线后获得诸多好评。在影评聚合网站爛番茄上，78%的影评人给出正面评价，认为近藤“是一位令人愉悦的导师”。Metacritic上八位影评人给节目打出69分的平均成绩，“总体为正面评价”。
《大西洋》杂志评论人莎拉·亚奇（Sarah Archer）认为节目的主题是“培养对身边事物的同理心”。她提出，近藤成功的关键就是在于帮助他人时展现了自己的同理心。她还称赞节目的与众不同之处，认为这档节目简单宜人，不追求竞争，只追求让人更加幸福舒适。《纽约时报》撰稿人佩妮洛普·格林（Penelope Green）则将近藤比作“娇小而兴奋的玛丽·包萍”，而她指导人们整理房间也是对美式消费主义文化的反思和觉醒。时尚杂志《ELLE》文化专栏作者艾斯黛尔·唐（Estelle Tang）认为这档节目类似《粉雄救兵》，简单而又能让人提升自我。她尤其指出，近藤的个人魅力是节目成功的重要因素。近藤愉快而耐心，让观众能够获得共鸣，即使不爱整理的人也能从她身上得到鼓励开始改变自己。
《卫报》的杰克·希尔（Jack Seale）则对节目评价不佳，认为这只是“一个女子叫大家整理房间”而已，近藤的确在整理方面颇有心得，但节目中见不到所谓的“人生魔法”。他认为节目中房间在整理前后没有什么变化，只是比之前整洁了一些，前后对比缺少激情。在线杂志《Slate》的玛丽莎·马提内利（Marissa Martinelli）也批评节目过于平淡，缺少其他真人秀节目的情感起伏。她认为若观众此前不了解近藤的整理方法，这档节目可能难以引起共鸣。
同时有部分媒体注意到节目中展现出的性别印象。《Vice》杂志的妮可·克拉克（Nicole Clark）称节目展现每个家庭中的家务劳动，在无意之中表现了社会对不同性别的期望，整理房间这样的家务劳动仍然主要由女性承担。《今日美国》作者拉沙·阿里（Rasha Ali）也指出节目中展现了社会对不同性别的固有偏见和施加在女性身上的愧疚感。阿里注意到，节目的每个异性恋家庭中，往往是女性在整理房间中面临更大的压力，而男性做家务的意愿更低；若家中不够整洁，女性会感觉自己应当承担责任，仿佛不整理好房间就是“失败的妻子和母亲”，而男性则没有类似的反应。节目中总是让女性整理厨房，男性整理车库，也表现了性别的刻板印象。

## 影响

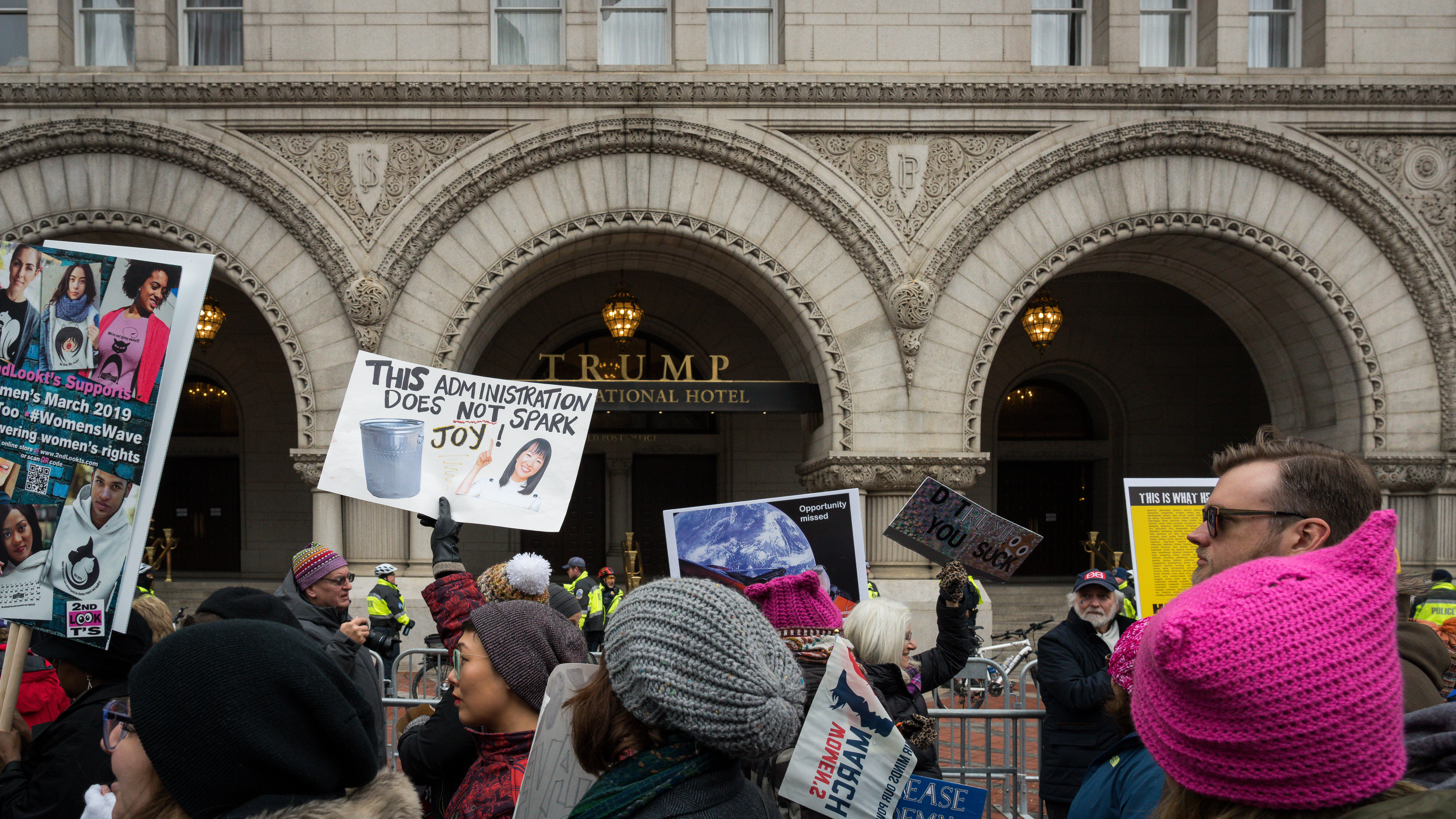
2019年1月19日，华盛顿哥伦比亚特区的2019年妇女大游行中，游行者将节目中的“怦然心动”法则制成反对时任美国总统唐纳德·川普的标语。图中标语意为“这届政府不能让我怦然心动”，暗指应当将这届政府“扔掉”

节目播出后，近藤的“怦然心动”法在网络上引起极大反响，迅速成为网络爆红，在社交网络上引起广泛讨论。更有大量观众观看节目后受到鼓励整理家中的旧物，并将其捐赠至慈善二手商店。在此影响下，美国一些慈善商店收到的捐赠数量明显增长。好意慈善事业组织的华盛顿哥伦比亚特区店铺在2019年第一周收到的捐赠量比之前上升了66%。
该组织在马里兰州弗雷德里克和卡洛爾两县收到的捐赠自2019年1月1日也有47%的增长。芝加哥二手书店鸦林书店（Ravenswood Used Books）在2019年首周收到的二手书数量与平时一个月相当。纽约二手商店灯塔衣柜（Beacon's Closet）收到的捐赠与往年相比也有上升。有商店已经开始利用该节目作宣传，希望能继续增加人们的捐赠热情。美国全国广播公司《今天》将节目带来的大量捐赠称为“近藤麻理惠效应”。《纽约客》时尚专栏作家瑞秋·塞默（Rachel Syme）在全国公共广播电台的采访中提到选在新年这一天播出这一节目是“天才之举”，恰好迎合了人们在在新年开始全新生活的心态；而近藤把整理房间和人生幸福联系起来，观众受此激励更愿意在新年这一天做出行动，因此才会有大量观众整理房间后将旧物捐赠给慈善商店。与此同时，也有业者表示，年初收到的捐赠确有增加，但不能确定是受到这一节目的影响。